# 아시안 하이웨이 41호선
아시안 하이웨이 41호선(AH41)은 방글라데시 치타공주의 테크나프우파질라에서 출발하여 쿨나주의 몽글라우파질라까지 이어주는 총 연장 948km의 거리를 가진 국제 간선 도로망이다. 그러나 이 도로는 전 구간에 걸쳐 방글라데시를 지나간다. 그리고 치타공항과 몽글라항을 사이에 두고 지나가고 있는 것으로 보인다. 또한 아시안 하이웨이 노선망 중에서 가장 긴 노선을 가지고 있는 아시안 하이웨이 1호선과 아시안 하이웨이 2호선의 일부이기도 하다.

## 주요 경유지

### 방글라데시
- 국도 제N1호선 (방글라데시)(영어판) : 테크나프우파질라(영어판) - 콕스바자르 - 치타공 - 페니현 - 코밀리아 - 다카
- 국도 제N3호선 (방글라데시)(영어판) : 다카 - 조야데푸르
- 국도 제N4호선 (방글라데시)(영어판) : 조야데푸르 - 탕가일(영어판) - 엘렝가(영어판)
- 도로명 미상 : 엘렝가(영어판) - 하티쿰룰 - 본파라(영어판)
- 국도 제N6호선 (방글라데시)(영어판) : 본파라(영어판) - 다수리아
- 도로명 미상 : 다수리아 - 쿠시타현 - 제나이다사다르우파질라(영어판)
- 국도 제N7호선 (방글라데시)(영어판) : 제나이다사다르우파질라(영어판) - 조쇼르구 - 몽글라(영어판)